# Justin Kea
Justin Kea, född 7 februari 1994 i Woodville, Ontario, är en kanadensisk före detta professionell ishockeyspelare (center).

## Extern länk
- Presentation och statistik för Justin Kea som spelare  på Elite Prospects.